# Mariya Takeuchi
Mariya Takeuchi (竹内 まりや, Takeuchi Mariya) (Izumo, 20 maart 1955) is een Japanse singer-songwriter.
Takeuchi is een van de meest succesvolle artiesten binnen Japan met ruim 16 miljoen verkochte platen. Ze bleek ook invloedrijk binnen het genre citypop, een afgeleide van de J-pop.

## Carrière
Takeuchi werd geboren in Izumo en studeerde aan de Universiteit van Keio. Ze maakte haar debuut in 1978 na een platendeal met RCA. Ook opvolgende albums bleken succesvol in de hitlijsten.
Vanaf de jaren 90 werden er minder albums uitgebracht, en in plaats hiervan meer losse singles. 
Rond 2017 was er een opleving in populariteit van het citypopgenre toen onder meer Takeuchi's nummer "Plastic Love" uit 1984 vaker werd gedraaid, en daarmee hoog in de lijst van veelgestreamde J-popmuziek terecht kwam. Waar dat nummer in 1984 niet hoger genoteerd kwam dan de 85e positie, was een onofficiële video op YouTube in 2017 ruim 40 miljoen keer bekeken.
In 2020 bracht Takeuchi een heropname van het oorspronkelijk in 2012 uitgebrachte nummer "Inochi no Uta" ("Levenslied"). De single bereikte de eerste plek in de Oricon-hitlijsten.

## Privéleven
Mariya Takeuchi trouwde in 1982 met singer-songwriter Tatsuro Yamashita, waar ze al regelmatig mee samenwerkte. Yamashita werd bekend met het nummer "Christmas Eve", de bestverkochte single in de Japanse hitlijsten met al ruim 35 jaar een notering.

## Discografie

### Studioalbums
- Beginning (1978)
- University Street (1979)
- Love Songs (1980)
- Miss M (1980)
- Portrait (1981)
- Variety (1984)
- Request (1987)
- Quiet Life (1992)
- Bon Appetit (2001)
- Longtime Favorites (2004)
- Denim (2007)
- Trad (2014)

### Singles
- "Fushigi na Peach Pie" (1980)
- "Plastic Love" (1985)
- "Single Again" (1989)
- "Junai Rhapsody" (1994)
- "Camouflage" (1998, nummer 1-positie)
- "Shiawase no Monosashi" (2008)
- "Dear Angie: Anata wa Makenai" (2013)
- "Chiisana Negai" (2018)
- "Tabi no Tsuzuki" (2019)
- "Inochi no Uta (Special Edition)" (2020, nummer 1-positie)